# Studio 666
Studio 666 es una película de comedia de terror estadounidense de 2022 dirigida por BJ McDonnell y escrita por Jeff Buhler y Rebecca Hughes, basada en una historia de Dave Grohl. Grohl protagoniza, junto a sus compañeros de banda de Foo Fighters, Taylor Hawkins, Nate Mendel, Pat Smear, Chris Shiflett y Rami Jaffee. Whitney Cummings, Leslie Grossman, Will Forte, Jenna Ortega y Jeff Garlin coprotagonizan.
Studio 666 es la primera película no documental que presenta a los Foo Fighters; la banda fue previamente el tema de Foo Fighters: Back and Forth (2011) y Foo Fighters: Sonic Highways (2014). La película fue estrenada en los Estados Unidos el 25 de febrero de 2022 por Open Road Films y recibió reseñas mixtas.

## Reparto
Foo Fighters:
- Dave Grohl - voz principal, guitarra
- Taylor Hawkins - batería
- Nate Mendel - bajo
- Pat Smear - guitarra
- Chris Shiflett – guitarra
- Rami Jaffee - teclados, piano

Otros:
- Whitney Cummings como Samantha
- Will Forte como repartidor de restaurante (Darren Sandelbaum)
- Jeff Garlin como Jeremy Shill
- Leslie Grossman como Barb Weems
- Kerry King como Krug
- Jenna Ortega como Skye Willow
- Marti Matulis como "The Caretaker"
- Lionel Richie como él mismo
- Jason Trost como técnico
- Jimmi Simpson como persona del lugar
- John Carpenter como ingeniero de estudio

## Producción
En noviembre de 2021, se informó que se filmó en secreto una película protagonizada por Foo Fighters titulada Studio 666. La banda protagonizaría junto a Whitney Cummings, Leslie Grossman, Will Forte, Jenna Ortega y Jeff Garlin. John Ramsey y James A. Rota produjeron la película, mientras que los compañeros de banda actuaron como productores ejecutivos. El cineasta de Hatchet 3, BJ McDonell, dirigió la película, trabajando a partir de un guion escrito por Jeff Bulher y Rebecca Hughes, basado en una historia de Dave Grohl inspirada en sus experiencias al grabar su décimo álbum. 
El rodaje tuvo lugar en la misma casa donde la banda grabó su disco Medicine at Midnight. Cerca del final de la filmación a principios de 2020, la producción se cerró debido a la pandemia de COVID-19 en los Estados Unidos. La producción se reanudó en Los Ángeles meses después, convirtiéndose en una de las primeras películas en hacerlo durante la pandemia. Se planearon seis días de filmación para terminar la película, pero finalmente duraría tres semanas debido a las regulaciones establecidas para filmar de manera segura.
Según Grohl, la banda grabó un álbum completo para la banda ficticia de la película Dream Widow.

## Estreno
Studio 666 se estrenó en cines el 25 de febrero de 2022 por Open Road Films. La película se llevó a cabo en el estreno mundial en el TCL Chinese Theatre en Hollywood el 16 de febrero de 2022. Según el análisis de redes sociales RelishMix, la campaña de marketing generó 97.9 millones de interacciones en línea, "en línea con las normas del género de terror".